# Liste der Eingemeindungen in die Gemeinde Nobitz

Gemeindegliederung

Mit der Eingliederung dreier Gemeinden im Jahr 2018 als bis heute letzte Eingemeindungen in die Gemeinde Nobitz gehört die Gemeinde zu den thüringischen Gemeinden mit den meisten Ortsteilen.
In der ersten Tabelle stehen alle ehemaligen Gemeinden, die direkt nach Nobitz eingemeindet wurden. Die Gemeinden, die am selben Tag eingemeindet wurden, werden in alphabetischer Reihenfolge aufgeführt.
In der zweiten Tabelle stehen die ehemals selbständigen Gemeinden in alphabetischer Reihenfolge, die (zunächst) nicht nach Nobitz, sondern in eine andere Gemeinde eingegliedert wurden.

## Eingemeindungen in die Gemeinde Nobitz
Die Eingemeindungen fanden in der Zeit von 1926 (Niederleupten) bis zum 6. Juli 2018 (drei Gemeinden) statt.
| Ehemalige Gemeinde bzw. Gutsbezirk | Datum             | Zuwachs in ha | Nachweis    |
| ---------------------------------- | ----------------- | ------------- | ----------- |
| Niederleupten                      | 1926              |               |             |
| Münsa                              | 1. Juli 1950      |               | [ 1 ]       |
| Kotteritz                          | 1. Januar 1960    |               | [ 1 ]       |
| Klausa                             | 1. Januar 1973    |               | [ 1 ]       |
| Oberleupten                        | 1. Januar 1973    |               | [ 1 ]       |
| Wilchwitz                          | 6. Mai 1993       | 500           | [ 1 ] [ 2 ] |
| Ehrenhain                          | 8. März 1994      | 351           | [ 1 ] [ 2 ] |
| Saara                              | 31. Dezember 2012 | 4273          | [ 3 ]       |
| Frohnsdorf                         | 6. Juli 2018      | 438           | [ 3 ]       |
| Jückelberg                         | 6. Juli 2018      | 790           | [ 3 ]       |
| Ziegelheim                         | 6. Juli 2018      | 1735          | [ 3 ]       |

## Eingemeindungen in selbständige Orte, die später in die Gemeinde Nobitz eingegliedert wurden
| Ehemalige Gemeinde | Datum                                         | Anmerkung | Nachweis          |
| ------------------ | --------------------------------------------- | --- | ----------------- |
| Bornshain          | 25. August 1961                               | Eingemeindung nach Taupadel                                                                                                  | [ 1 ]             |
| Burkersdorf        | 1. Januar 1973                                | Eingemeindung nach Lehndorf                                                                                                  | [ 1 ]             |
| Dippelsdorf        | 1. Juli 1950 1. Januar 1973                   | Eingemeindung nach Oberleupten Umgliederung nach Ehrenhain                                                                   | [ 1 ]             |
| Engertsdorf        | 1. Januar 1973                                | Eingemeindung nach Ziegelheim                                                                                                | [ 1 ]             |
| Flemmingen         | 1. Januar 1973                                | Zusammenschluss mit Wolperndorf zu Jückelberg                                                                                | [ 1 ]             |
| Gähsnitz           | 1. Januar 1957                                | Eingemeindung nach Ziegelheim                                                                                                | [ 1 ]             |
| Gardschütz         | 1. Juli 1950                                  | Eingemeindung nach Lehndorf                                                                                                  | [ 1 ]             |
| Gieba              | 1. Juli 1950                                  | Eingemeindung nach Podelwitz                                                                                                 | [ 1 ]             |
| Gleina             | 1. Juli 1950                                  | Eingemeindung nach Burkersdorf                                                                                               | [ 1 ]             |
| Goldschau          | 1. Juli 1950                                  | Eingemeindung nach Podelwitz                                                                                                 | [ 1 ]             |
| Gösdorf            | 1. Juli 1950                                  | Eingemeindung nach Großmecka                                                                                                 | [ 1 ]             |
| Großmecka          | 1. November 1973                              | Eingemeindung nach Podelwitz                                                                                                 | [ 1 ]             |
| Hauersdorf         | 1. Juli 1950                                  | Eingemeindung nach Oberleupten                                                                                               | [ 1 ]             |
| Heiersdorf         | 1. Juli 1950                                  | Zusammenschluss mit Hinteruhlmannsdorf zu Engertsdorf                                                                        | [ 1 ]             |
| Heiligenleichnam   | 1923                                          | Eingemeindung nach Lehndorf                                                                                                  |                   |
| Hinteruhlmannsdorf | 1. Juli 1950                                  | Zusammenschluss mit Heiersdorf zu Engertsdorf                                                                                | [ 1 ]             |
| Jückelberg         | 1. Juli 1950 1. Januar 1973 6. Juli 2018      | Eingemeindung nach Wolperndorf Neubildung durch den Zusammenschluss von Flemmingen und Wolperndorf Eingemeindung nach Nobitz | [ 1 ] [ 1 ] [ 3 ] |
| Kleinmecka         | 1. Oktober 1922                               | Eingemeindung nach Großmecka                                                                                                 |                   |
| Kraschwitz         | 1. Oktober 1922                               | Eingemeindung nach Wilchwitz                                                                                                 |                   |
| Lehndorf           | 1. Januar 1996                                | Zusammenschluss mit vier weiteren Gemeinden zu Saara                                                                         | [ 3 ]             |
| Löhmigen           | 1. Juli 1950                                  | Eingemeindung nach Zehma | [ 1 ]             |
| Löpitz             | 1923                                          | Eingemeindung nach Burkersdorf                                                                                               |                   |
| Maltis             | 1. Juli 1950                                  | Eingemeindung nach Zürchau                                                                                                   | [ 1 ]             |
| Mockern            | 1. Januar 1996                                | Zusammenschluss mit vier weiteren Gemeinden zu Saara                                                                         | [ 3 ]             |
| Niederarnsdorf     | 1. Juli 1950                                  | Eingemeindung nach Ziegelheim                                                                                                | [ 1 ]             |
| Nirkendorf         | 1. Juli 1950                                  | Eingemeindung nach Ehrenhain                                                                                                 | [ 1 ]             |
| Oberarnsdorf       | 1. August 1963                                | Eingemeindung nach Ehrenhain                                                                                                 | [ 1 ]             |
| Podelwitz          | 1. Januar 1996                                | Zusammenschluss mit vier weiteren Gemeinden zu Saara                                                                         | [ 3 ]             |
| Priefel            | 1. Juli 1950                                  | Eingemeindung nach Oberleupten                                                                                               | [ 1 ]             |
| Runsdorf           | 1. Juli 1950                                  | Eingemeindung nach Podelwitz                                                                                                 | [ 1 ]             |
| Saara              | 1. Juli 1950 1. Januar 1973 31. Dezember 2012 | Eingemeindung nach Lehndorf Neubildung durch den Zusammenschluss von fünf Gemeinden Eingemeindung nach Nobitz                | [ 1 ] [ 1 ] [ 3 ] |
| Selleris           | 1. Juli 1950                                  | Eingemeindung nach Lehndorf                                                                                                  | [ 1 ]             |
| Taupadel           | 1. Januar 1996                                | Zusammenschluss mit vier weiteren Gemeinden zu Saara                                                                         | [ 3 ]             |
| Tautenhain         | 1. Juli 1950                                  | Eingemeindung nach Großmecka                                                                                                 | [ 1 ]             |
| Wolperndorf        | 1. Januar 1973                                | Zusammenschluss mit Flemmingen zu Jückelberg                                                                                 | [ 1 ]             |
| Zehma              | 1. Januar 1996                                | Zusammenschluss mit vier weiteren Gemeinden zu Saara                                                                         | [ 3 ]             |
| Zumroda            | 1. November 1973                              | Eingemeindung nach Podelwitz                                                                                                 | [ 1 ]             |
| Zürchau            | 1. November 1973                              | Eingemeindung nach Zehma | [ 1 ]             |